# Zarzyce Wielkie
Zarzyce Wielkie – wieś w województwie małopolskim, w powiecie wadowickim, w gminie Kalwaria Zebrzydowska.
W latach 1975–1998 miejscowość administracyjnie należała do województwa bielskiego.

## Położenie
Wieś leży w zachodniej części Pogórza Wielickiego 250 m n.p.m., na prawym brzegu Skawinki (Cedronu). Starsza część wsi usadowiła się bliżej Doliny Skawinki i Doliny Solcy, a nowsza na grzbiecie wydłużonej, wschodniej części Krowiej Góry.
Według TERYT integralnymi częściami Zarzyc Wielkich są: Dół, Granice.

## Historia

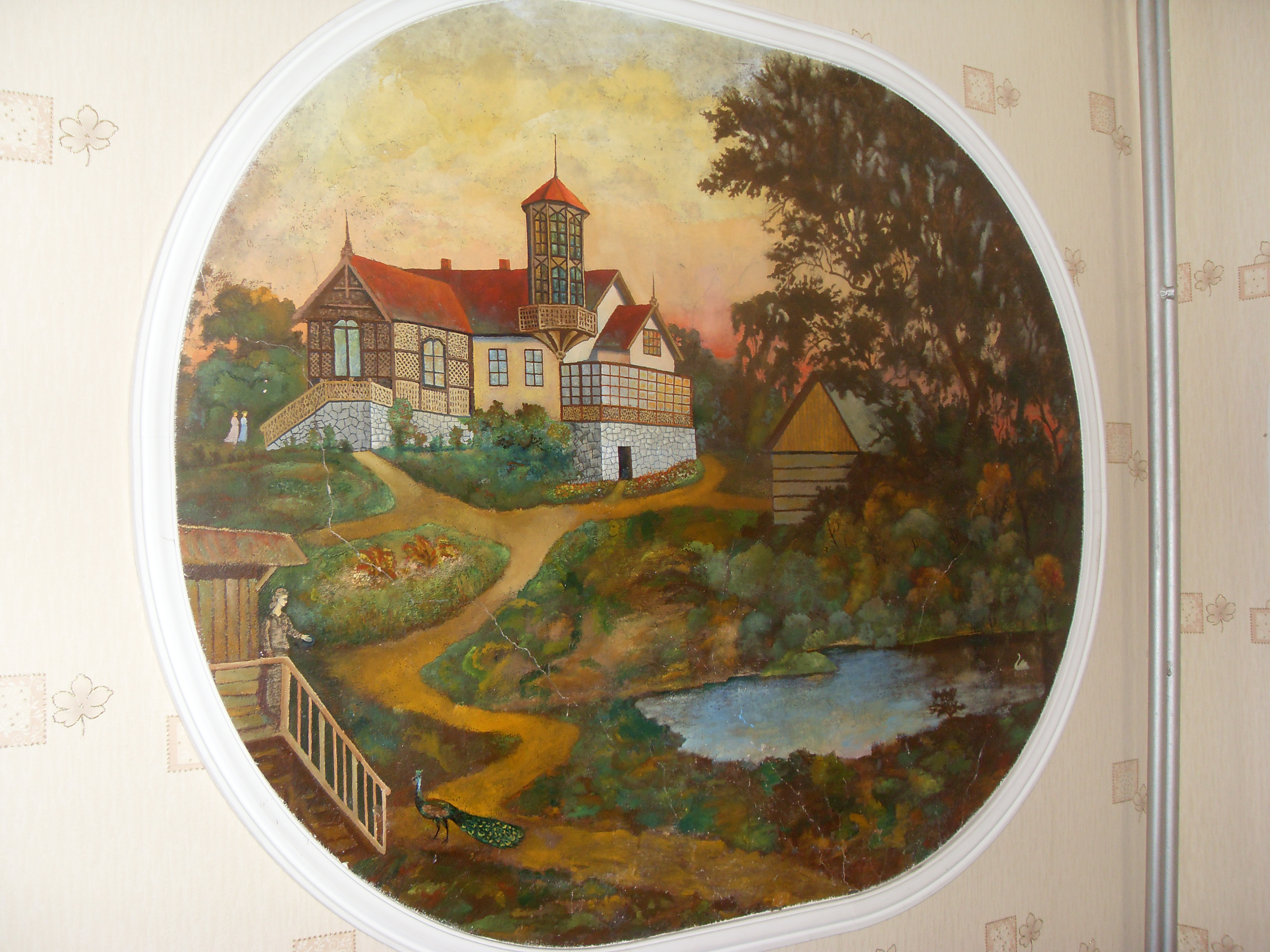
Widok dworu w Zarzycach Wielkich przed usunięciem wieżyczki

Zarzyce Wielkie od początku swojego istnienia związane były z Leńczami. Zaczęły się one wyodrębniać z macierzystej wsi po 1274, kiedy rzeka Skawinka na tym odcinku stała się granicą państwową między Księstwem opolskim (po północnej stronie Skawinki), a ziemią krakowska (po południowej stronie Skawinki). Nazwa „Zarzecze” jako oznaczenie „zarzecznej” części Leńcz, po raz pierwszy została użyta w 1381. W 1453 wieś nazwano Leńczami Średnimi.
W 1680 z tego „Zarzecza”, czyli Leńcz Średnich, wyodrębniły się kolejne jednostki: Zarzecze Wielkie i Zarzecze Małe. Jednak aż do końca XVIII wieku stanowiły one część Leńcz. Dopiero w XIX wieku zostały ostatecznie wydzielone pod nazwą Zarzyce (Wielkie i Małe).

## Zabytki
Obiekt wpisany do rejestru zabytków nieruchomych województwa małopolskiego.
- Zespół dworski: dwór, zabudowa gospodarcza i resztkówka parku krajobrazowego.

We wsi znajduje się willa „Mądrzykówka” oraz zespół podworski, w którym obecnie mieści się przedsiębiorstwo usług hotelarsko-turystycznych „Dwór”. Obiekt ten pochodzi z XVIII w. W 1905 r., należał on do J. Rybickiego, a podczas okupacji niemieckiej (1939-45) należał do dr. Klimały, który był związany z podziemną działalnością ruchu oporu.